# Грузия
Грузия (на грузински: საქართველო, Сакартвело) е държава в Източна Европа, на източния бряг на Черно море, между Русия и Турция, на границата между Европа и Азия. Поради това страната се разглежда често като част от съвременна Европа, но някои институции я причисляват към Източна Европа, а други – и към Европа, и към Предна Азия.
Населението на страната достига до 3,7 милиона. Площта ѝ е 69 700 km², от които над 87% са планини и полупланински райони.
Столица и най-голям град е Тбилиси.
Самоназванието на грузинците е картвелеби (груз. ქართველები), а езика си наричат картули (груз. ქართული). Коренът картвел-и (ქართველ-ი) в името Сакартвело („земя на картвелите“) означава жител на историко-географския регион Картли (на грузински: ქართლი), наричан Иберия в документите на Източната Римска империя и считан за люлка на грузинската държавност.
Европейското название на Грузия, „Georgia“ (Георгия, произнасяно и като Джорджия, а оттам – бъркано понякога с това на американския щат Джорджия), е екзоним, използван още от средновековния период и свързван със Св. Георги, заради специалното отношение на грузинците към този светец. Ранни модерни автори като Жан Шарден са се опитвали да свържат името и с буквалното значение на гръцката дума γεωργός – земеделец.
Наложилото се в български, руски и в ред други езици наименование Грузия произхожда от „Гурджан“, „Гурзан“ от арабско-персийски, сирийски и други източници. Смята се, че тези имена идват от арабско-персийското „гурдж“ („гурджистан“ – „страна на вълците“), отиващо към персийското „горг“ – „вълк“ и свързано с древноперсийското Вркан.

## География

### Топография
Като естествена северна граница на Грузия се издигат южните склонове на Голям Кавказ, през които е прекаран тунелът Роки, който свързва Грузия с Русия. На юг са разположени Малък Кавказ и Арменското плато. Планини изолират северния регион Сванетия от останалата част на Грузия.
Между двете големи планини е разположена Колхидската низина. Тя е отделена на запад от областите Долна Картли и Вътрешна Картли чрез разположените от север на юг планини Лихи.
Най-високият връх в Грузия е Шхара, висок 5068 m. Най-дълбоката пещера, Вороня, със своите 2190 m е същевременно и най-дълбоката в света. Най-дългата река е Кура – 1364 km. Най-голямото езеро е Паравани, което заема площ от 37,5 km².

### Климат
Основен фактор за формирането на климата на Грузия е влиянието на Черно море. Кавквазките планини предпазват Грузия на север от проникването на студени, а на юг – от проникването на горещи и сухи въздушни течения. Така средната температура на страната е 15 °C в Западна и между 11 и 13 °C в Източна Грузия. Средните валежи в западната част са 3000 mm, а в източната – 400 mm.
Климатичните пояси, в които е Грузия, са от влажни субтропични в Западна и умереноконтинентални в Източна Грузия. Пролетта в страната е къса, съпроводена със спонтанна промяна на времето, лятото – горещо, есента – слънчева и топла, зимата – бедна на снеговалеж.

### Флора и фауна

#### Природа на Западна Грузия
Пейзажът в границите на държавата е разнообразен. Този на Западна Грузия варира от низини, влажни гори, блата, дъждовни гори до вечни снегове и ледници, докато източната част на страната се намират дори и полубезводни равнини. Горите покриват площ от около 40%, докато алпийските и субалпийските зони заемат приблизително около 10%. Състоят се най-често от широколистни дървета под 600 m над морското равнище и съдържат видове като дъб, габър, бук, бряст, ясен и кестен.
Много от естествените райони в Западна Грузия са изчезнали в периода XIX – XXI век, покрай развитието на селското стопанство и урбанизацията. Гористите региони остават най-вече извън низинните части и са разположени предимно по предпланините и планините. Западно-централните склонове на Месхетската верига в Аджария и някои местности в Самегрело и Абхазия са покрити с дъждовни гори. Между 600 – 1000 m над морското равнище широколистните гори се смесват с иглолистните, които съставляват растителния свят – основно бук, смърч и елови гори. От 1500 до 1800 m горите стават предимно иглолистни и обикновено свършват на 1800 m, след което следва алпийската зона, която в повечето райони се простира до височина от 3000 m над морското равнище. Областта на вечния сняг и ледниците започва от 3000 m.

#### Природа на Източна Грузия
Пейзажът на Източна Грузия е значително по-различен от този в западните части, въпреки че точно като в Колхида повечето низинни области са обезлесени поради селскостопански причини (същевременно заради сравнително сухия климат някои от по-ниските зони (особено Картли и Кахетия) никога не са били покрити с гори).
В Източна Грузия има множество долини и клисури, които са разделени от планини. Около 85% от горите са широколистни. Иглолистните гори доминират само в Боржомското дефиле и в крайните западни райони. От широколистните видове най-срещани са букът, дъбът и габърът. Други широколистни разновидности включват някои видове явор, трепетлика, ясен и леска.

#### Биоразнообразие
Истинският брой на растителните видове, срещани в Грузия, е вероятно да бъде значително по-голям от описаното по-горе.
Част от разнообразната природа на Грузия са и големият брой местни животински видове – висок брой видове безгръбначни и около 1000 вида гръбначни (330 птици, 160 риби, 48 влечуги и 11 земноводни). Редица големи месоядни живеят в горите, например кафява мечка, вълци, рисове и персийски леопард. Колхидският фазан (срещан и в България) е ендемичната птица на Грузия, която е важен обект на лов в останалите части по света.
Около 6500 вида гъби са регистрирани в Грузия, но истинският им брой, включвайки и видове, които още не са открити, е възможно да е много по-голям, като се има предвид общоприетото становище, че единствено 7% от гъбите по света са открити. Въпреки че обемът на налична информация все още не е голям, направен е опит да се установи броят на видове гъби, срещани в страната. Оказва се, че 2595 вида са идентифицирани като „ендемични“ за Грузия. 1729 вида растения са били регистрирани в Грузия във връзка с изучаването на гъбите там.

## История
Територията на Грузия е населявана още от Античността. Съвременните грузинци произлизат от кавказките народи, които се споменават за пръв път в хрониките на Асирия в началото на 1 хилядолетие пр.н.е. От тази епоха е запазен фолклорният епос „Амиранияни“.
Между 6 век пр.н.е. и 2 век пр.н.е. в Западна Грузия съществува известното Колхидско царство. Друго известно антично грузинско царство е царството Иверия. Древните гърци (Страбон, Херодот, Плутарх, Омир и др.) и римляните (Тит Ливий, Гай и др.) говорят за ранните западни грузинци като за колхи, а за източните – като за иберийци. Съответно западната част на Грузия се е наричала Колхида, а източната – Иберия.
Обединеното Царство Грузия достига върха на своята политическа и икономическа сила по времето на царуването на Давид IV Строителя и Царица Тамара през XI и XII век. След това районът е обект на завоеванията на различни големи империи, а държавата се разпада.
През късния XVIII век Източна Грузия (Картли-Кахетинското царство) сключва съюз с Руската империя и е анексирана през 1801 г.
На 26 май 1918 г., след Октомврийската революция, Грузия се обявява за независима държава. На 16 февруари 1921 г. Червената армия окупира Грузинската демократична република, която от своя страна е включена в границите на Съветския съюз.
До 1991 г. страната е част от Грузинска ССР – република в състава на СССР, впоследствие е независима държава. Малко след обявяването на независимостта в областите Абхазия, Аджария и Южна Осетия възникват сепаратистки движения, подкрепяни от Русия. След ожесточени боеве през 1992 – 1993 г. Грузия губи фактическия контрол върху голяма част от територията на областите, в които са разположени и руски войски. Грузия страда от граждански вълнения и икономическа криза чак до Революцията на розите през 2003 г., след която новото правителство въвежда демократически и икономически реформи.
Звиад Гамсахурдия е първият демократично избран президент след обявяването на независимостта. През 1992 г. той е свален чрез държавен преврат, а скоро след това за президент е избран бившият председател на Грузинската комунистическа партия и външен министър на СССР Едуард Шеварднадзе. Под негово ръководство в Грузия се извършват демократични реформи. Икономическите проблеми, свързани с широко разпространената корупция и изборни манипулации, водят до недоволство сред грузинския народ.
През ноември 2003 г. народното недоволство кулминира в масови протести, предвождани от млади реформистки политици. Процесът на промяна, в който Шеварднадзе се принуждава да напусне поста си в полза на Михаил Саакашвили, е наречен „Революция на розите“. За министър-председател е избран Зураб Живаниа. Главните цели на младите реформатори са борбата с корупцията и ускоряването на макроикономическите реформи. Важни ресорни министерства се заемат от доказали се в чужбина грузинци. С бързи темпове се пристъпва към приватизацията на държавните предприятия, както и привличане на чуждестранни инвестиции. Реформите не отминават и армията, която също се модернизира. През 2004 г. държавният дълг за първи път започва да намалява. През същата година масови протести водят до свалянето на проруския авторитарен президент Аслан Абашидзе, а Аджария се присъединява отново към Грузия, като получава широка автономия.
На 3 февруари 2005 г. умира премиерът Живаниа, след което постът се поема от бившия финансов министър Зураб Ногаидели. След масови протести срещу правителството на 2 и 7 ноември и здравословни проблеми на Ногаидели, той подава оставка. За премиер е избран банкерът Ладо Гургенидзе. В продължилите масови протести президентът Саакашвили подава оставка, за да даде възможността за провеждането на президентски избори, а като поста се заема временно от Нино Бурджанадзе. На 5 януари преждевременните президентски избори са спечелени от Саакашвили с 53,47% от изброените гласове.
Реформираните полицейски сили (Patruli) са въведени през лятото на 2005 г. и заменят изцяло старата, корумпирана пътната полиция. През 2005 г. президентът Михаил Саакашвили, заради широко разпространена корупция, уволнява целият състав на Грузинската пътна полиция (наброяваща над 30 000 полицаи). Изградена е изцяло нова полицейска структура с помощта на новонаети, необвързани със системата, кадри. Бюрото на Държавния департамент на САЩ по международните въпроси, свързани с наркотиците и правоприлагането, предоставя помощ за обучение на новите полицейски сили.
В началото на август 2008 г. конфликтът с Абхазия и Южна Осетия отново се изостря поради внезапното навлизане на грузински войски на територията на двете автономни области. В интензивните сражения на страната на сепаратистите се намесва и руската армия, в резултат на което грузинците са отблъснати обратно. Създалата се ситуация води до сериозна икономическа и хуманитарна криза в Грузия. Руската намеса в конфликта е мотивирана от факта, че много от жителите на двете области още в началото на 90-те години са получили руско гражданство. В отговор на това Грузия обявява своето решение да излезе от ОНД, процедурата за което приключва едва на 18.08.2009 г. Така Грузия става първата държава, напуснала Общността на независимите държави. Използвайки това, още в края на август 2008 г. Абхазия и Южна Осетия обявяват официално своята независимост от Тбилиси, като суверенитетът им е признат само от Руската федерация, Никарагуа, Науру, Венецуела и Сирия, но, въпреки протестите на Грузия, Руската федерация продължава да оказва икономическа помощ на двете новообявени републики и е разположила ограничен военен контингент на тяхна територия, за да гарантира независимостта им.

## Държавно устройство
Грузия е унитарна, парламентарна република, като правителството се избира чрез представителна демокрация. Президентът се избира за 5 години от парламента, който е законодателният орган на държавата.
Грузия е член на Организацията за черноморско икономическо сътрудничество, Съвет на Европа, Организацията за сигурност и сътрудничество в Европа и се стреми към членство в НАТО и ЕС.

## Административно деление
Големите градове в Грузия с население над 100 000 жители са Тбилиси (1 473 551 жители), Кутаиси (200 611 жители), Батуми (190 405) и Рустави (122 900 жители).
Администрацията на Грузия е силно централизирана. Тя се разделя на 9 региона (на грузински მხარეები, мхарееби), две автономни републики (на грузински ავტონომიური რესპუბლიკა, автономиури республика) и самостоятелен столичен регион (Тбилиси). Регионите от своя страна се разделят на 67 общини (на грузински რაიონი) и 6 независими града (на грузински დამოუკიდებელი ქალაქი; Тбилиси, Кутаиси, Рустави, Поти, Батуми, Сухуми)
На северозапад е разположена автономната република Абхазия, на югозапад – автономната република Аджария, на север – областта Южна Осетия. Абхазия и Южна Осетия не са под контрола на Грузия и се стремят към независимост, която е предмет на продължаващ териториален спор между грузинското правителство и предимно негрузинското население там.

## Население
Грузия има население от 4 646 003 души. Населението на Грузия е мултиетническо, т.е. етнически нехомогенно.
| През годините                    | Грузинци | Абхазци | Осетинци | Руснаци | Азербайджанци | Арменци |
| -------------------------------- | -------- | ------- | -------- | ------- | ------------- | ------- |
| 1926                             | 72,9%    | 2,6%    | 5,3%     | 1,2%    | 6,4%          | 7,6%    |
| 1939                             | 61,4%    | 1,6%    | 4,2%     | 8,7%    | 5,3%          | 11,7%   |
| 1959                             | 64,3%    | 1,6%    | 3,5%     | 10,1%   | 3,8%          | 11,0%   |
| 1970                             | 66,8%    | 1,7%    | 3,2%     | 8,5%    | 4,6%          | 9,7%    |
| 1979                             | 68,8%    | 1,7%    | 3,2%     | 7,4%    | 5,1%          | 9,0%    |
| 1989                             | 70,1%    | 1,8%    | 3,0%     | 6,3%    | 5,7%          | 8,1%    |
| 2002 (без Абхазия и Южна Осетия) | 83,3%    | 0,1%    | 0,8%     | 1,5%    | 6,5%          | 5,7%    |
| 2014                             | 86,8%    | 0,2%    | 0,4%     | 0,7%    | 6,3%          | 4,5%    |

Конфесионалният състав на страната е:
- Грузинска православна църква (83,9%)
- Ислям (9,9%)
- Арменска апостолическа църква (3,9%)
- Друго (1,5%)
- Римокатолическа църква (0,8%)

## Култура
Културата на Грузия се развива около литературната традиция на грузинския език и писменост в продължение на дългата история на страната. Тя става основа на силното чувство за национална идентичност, което помага на грузинците да запазят самосъзнанието си през продължителни периоди на чужда окупация и опити за асимилация. Грузинската азбука се появява през 5 век пр.н.е. и е реформирана от цар Парнаваз I през 284 пр.н.е. Сред известните произведения на средновековната грузинска литература са „Житие на Света Нино“ (IV век), „Мъченичество на светата царица Шушаник“ от Якоб Цуртавели (5 век), „Витязът в тигрова кожа“, епическа поема от Шота Руставели (XII век).
Средновековната култура на Грузия е силно повлияна от християнството, възприето около 330 г. За основана се счита в това отношение заслугата на света Нина (известна и като Нино).
Многобройните грузински църкви и манастири са пръснати не само на днешната територия на страната, но и в съседните области, както и в по-отдалечени райони, като Сирия, Палестина, Атон. Бачковският манастир, един от най-големите в България, е построен и в продължение на почти 3 века е обитаван от грузинци. Грузинските икони са сред най-добрите образци на средновековната православна иконопис.
Първата печатница на грузински е основана през 1620-те в Италия, а първата в самата Грузия – през 1709 в Тбилиси. През 1791 г. Георги Авалишвили, писател, драматург и дипломат, основава в Тбилиси Грузинския национален театър. През 1845 г. е създаден Държавният музей на Грузия, а през 1851 г. – Тбилиският държавен театър за опера и балет.
През 20 век Грузия е най-известна със своето кино. Първият документален филм („Пътуване на Акаки Церетели в Рача-Лечхуми“) е сниман през 1912 г. от Васил Амашукели, а първият игрален („Кристин“) – през 1916 г. от Александър Цуцунава.
В исторически план цялата история на този регион е неразривно свързана с винопроизводството. Местните майстори през VIII век са известни с производството на силни напитки по специална технология. Във връка със това са и местните традиции за изработка и ползване на гигантски съдове за вино, известни като квеври.

## Вижте още
- Стопанство на Грузия
- Въоръжени сили на Грузия
- Комуникации в Грузия
- Транспорт в Грузия
- Външна политика на Грузия
- Грузински чай